# Kalimaru Airport
Kalimaru Airport (indonesiska: Bandar Udara Kalimarau, engelska: Barau Airport) är en flygplats i Indonesien.   Den ligger i provinsen Kalimantan Timur, i den norra delen av landet, 1 500 km nordost om huvudstaden Jakarta. Kalimaru Airport ligger 10 meter över havet.
Terrängen runt Kalimaru Airport är platt. Runt Kalimaru Airport är det ganska glesbefolkat, med 26 invånare per kvadratkilometer. I omgivningarna runt Kalimaru Airport växer i huvudsak städsegrön lövskog.